# Max von Moro

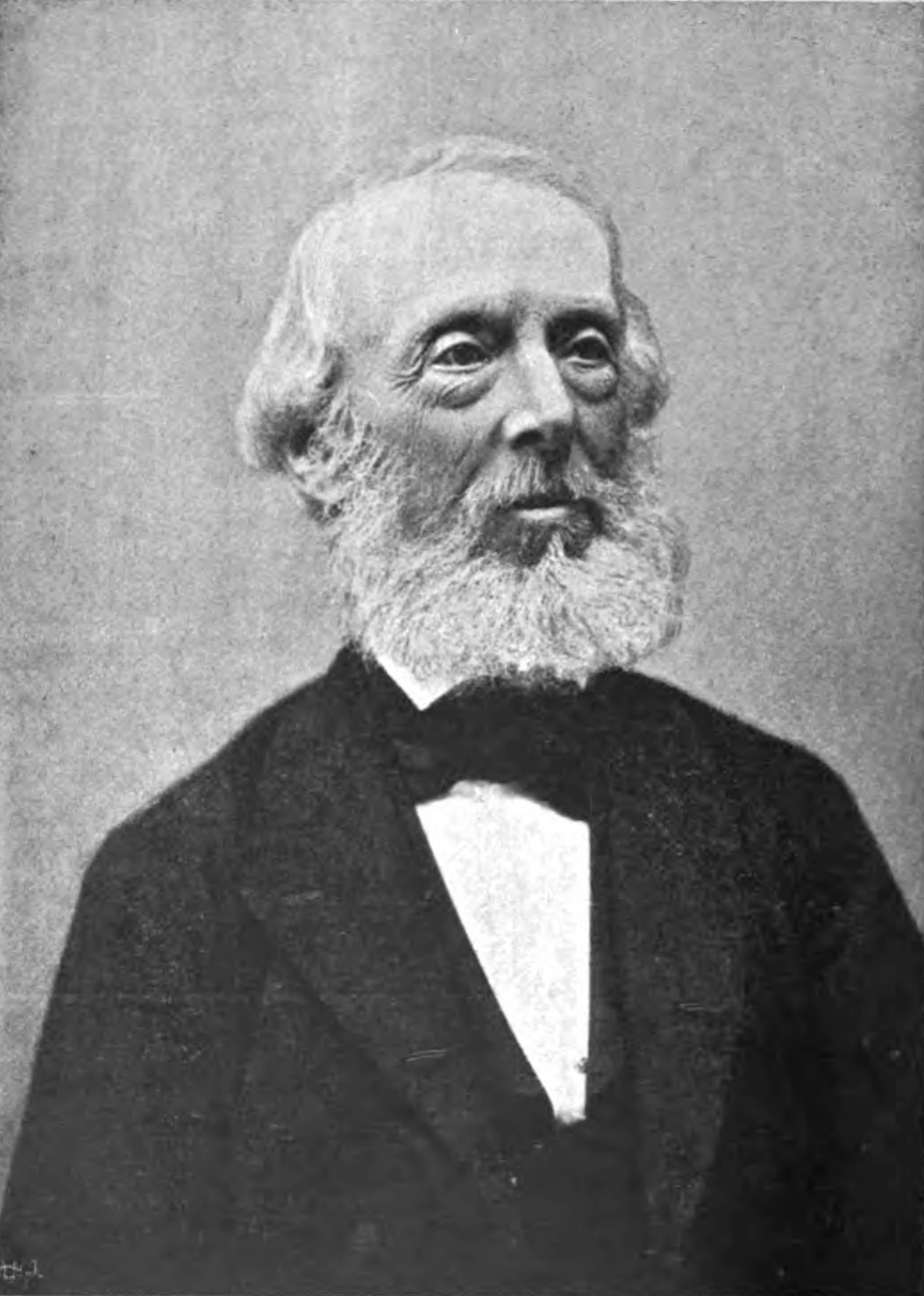
Max Ritter von Moro

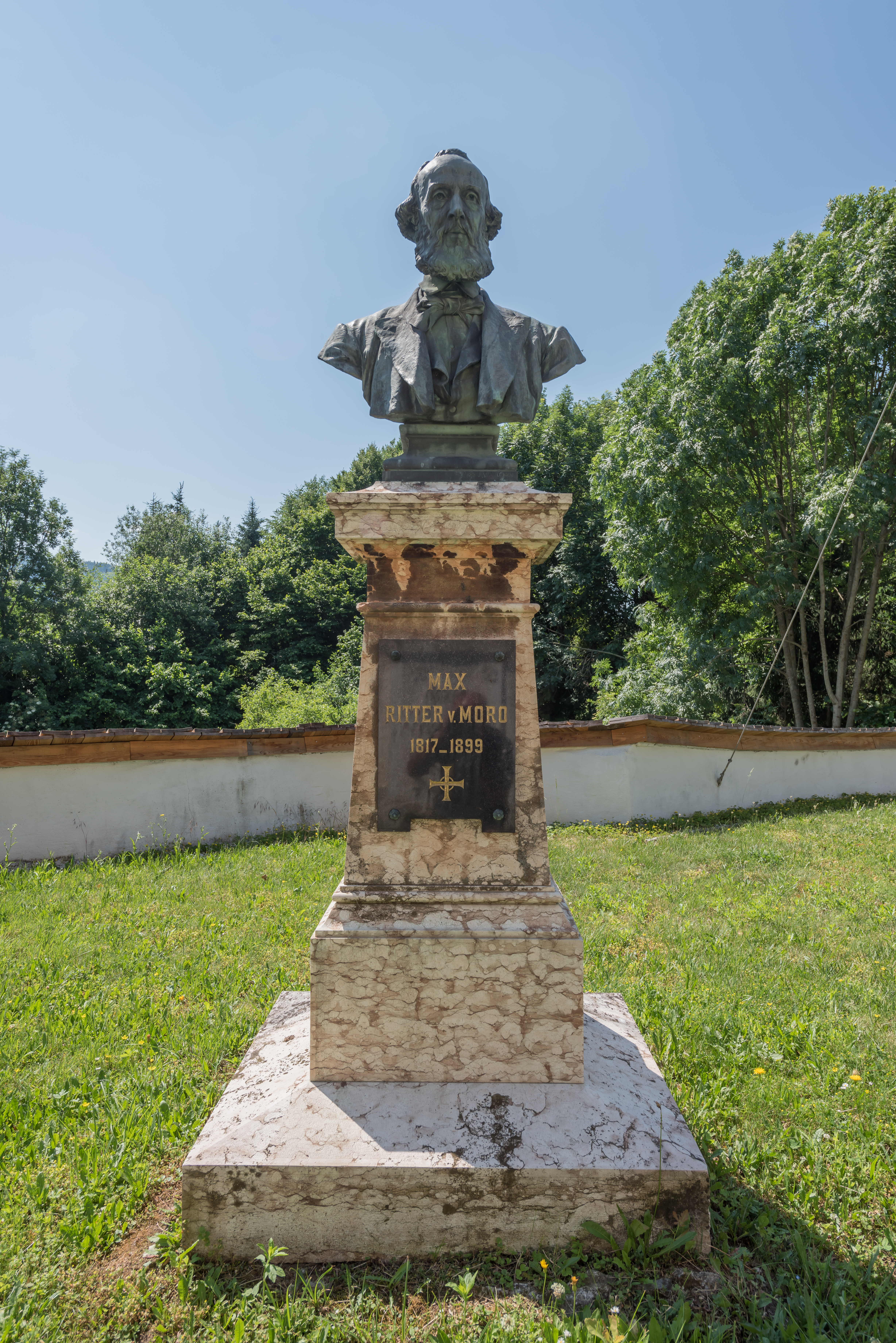
Denkmal für Max Ritter von Moro

Max von Moro (seit 1819: Ritter von) (* 16. Mai 1817 in Viktring (heute Stadt Klagenfurt); † 11. April 1899 ebenda) war ein österreichischer Fabriksbesitzer, Historiker und Politiker aus dem Adelsgeschlecht Moro.

## Familie
Von Moro war der Sohn des Tuchfabrikanten und Grundbesitzers Franz von (1816) Ritter von (1820) Moro (* 16. Juli 1782; † 24. Dezember 1866) und dessen Ehefrau Franziska Vigetter (1789–1834). Leopold von Moro war sein Bruder. Er war römisch-katholischer Konfession und heiratete am 15. Februar 1844 Caroline von Rainer zu Harbach (* 6. Januar 1815; † 27. März 1885). Aus der Ehe gingen drei Töchter hervor. Er war Neffe von Andreas, Anton und Thomas von Moro und Cousin von Theodor von Moro.

## Leben
Von Moro besuchte die Volksschule in Viktring und das Gymnasium in Klagenfurt. Von 1836 bis 1840 studierte er Rechtswissenschaften an der Universität Wien und legte 1840 Ablegung die Auskultantenprüfung ab. Danach arbeitete er beim Stadt- und Landrecht und am k.k. Appellationsgericht in Klagenfurt. Nach dem Tod seines Bruders Rudolf 1845 trat er aus dem Staatsdienst aus und in die väterliche Tuchfabrik in Viktring ein.
Er war von 1860 bis 1897 Direktor des Kärntner Geschichtsvereins und veranlasste 1891 die Teilung der Zeitschrift Carinthia in Carinthia I (historisch) und Carinthia II (naturwissenschaftlich). Im Jahr 1857 wurde er zum Korrespondenten der k.k. Zentralkommission für Kunst- und historische Denkmale ernannt. 1873 war er Vizepräsident der Kärntner Sparkasse. 1888 ernannte ihn Viktring zum Ehrenbürger. Auf dem Alten Friedhof in Viktring steht ein Denkmal für ihn.

## Politik
Bei der Wahl zum Provisorischen Kärntner Landtag 1848 wurde er als stellvertretender Abgeordneter gewählt. Nachdem 1861 der Kärntner Landtag eingerichtet worden war, gehörte er diesem vom 6. April 1861 bis zu seinem Rücktritt am 27. November 1863 an. Im Landtag war er Mitglied im Klub Verfassungstreuer Großgrundbesitz.

## Werke
- Die Doppelcapelle und der Thurm auf der Ruine Grünburg in Kärnthen. In: Mittheilungen der K. K. Central-Commission zur Erforschung und Erhaltung der Baudenkmale, 2 (1857), S. 327–328 (eingeschränkte Vorschau in der Google-Buchsuche).
- Kärnten’s Burgen. In: Carinthia. Jahrgang 48, Nr. 26 vom 26. Juni 1858 (S. 101–103, eingeschränkte Vorschau in der Google-Buchsuche), Nr. 27 vom 3. Juli 1858 (S. 105–107, eingeschränkte Vorschau in der Google-Buchsuche), Nr. 28 vom 10. Juli 1858 (S. 110–112, eingeschränkte Vorschau in der Google-Buchsuche).
- Der Fürstenstein in Karnburg und der Herzogstuhl am Zollfelde in Kärnthen. Wien 1862, S. 1–36 (eingeschränkte Vorschau in der Google-Buchsuche).
- Burgen, Ortsanlagen und Typen von Bauernhöfen. In: Die österreichische Monarchie in Wort und Bild. Kärnten und Krain. Wien 1891, S. 157–168.